# 釜山都市鐵道

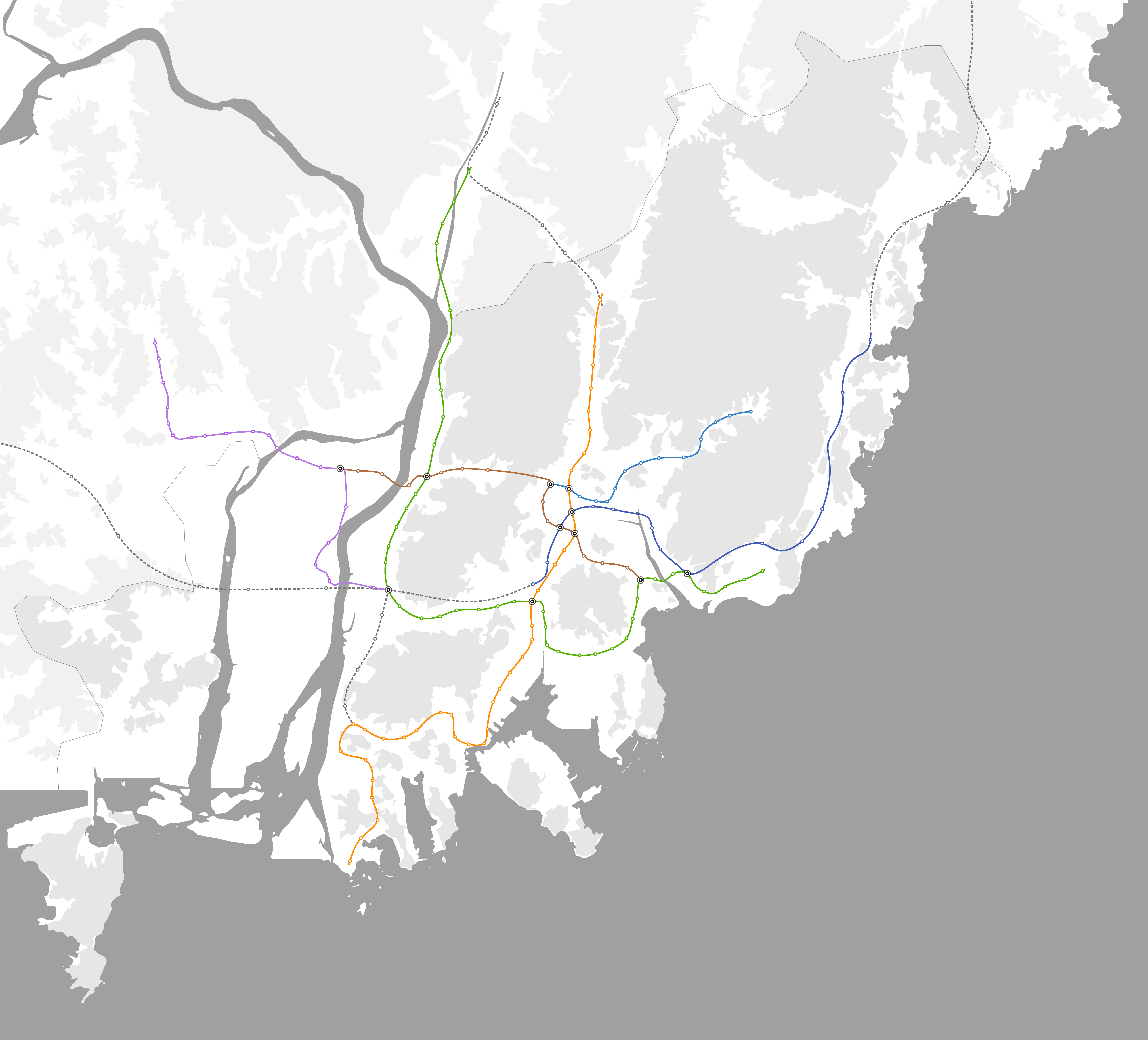
釜山地鐵地理位置圖

釜山都市鐵道（：／ Busan Doshicheoldo */?）即釜山地下鐵（：／ Busan Jihacheol */?），是韓國釜山廣域市的地鐵系統，由釜山交通公社負責營運管理，營運範圍包括釜山、蔚山及慶南等嶺南都會區。首條路線於1985年通車，迄今擁有4條主線與1條輕軌運輸系統路線，另加上東海線電鐵，共計有158個車站、總長205.6公里。
除4號線因屬膠輪捷運系統，軌距為1,700mm宽轨外，其餘各線採用1,435mm之標準軌距。大部分車站站體位於地下，少數車站則是地面或高架車站，如1號線的溫泉場站、明倫站等。

## 營運路線
| 路線顏色     | 路線名稱         | 起點                  | 終點           | 長度（公里） | 站數 | 營運方           |
| ------------ | ---------------- | --------------------- | -------------- | ------------ | ---- | ---------------- |
| 朱黃色       | 1號線            | 多大浦海水浴場（095） | 老圃（134）    | 40.5         | 40   | 釜山交通公社     |
| 軟豆色       | 2號線            | 萇山（201）           | 梁山（243）    | 45.2         | 43   | 釜山交通公社     |
| 褐色         | 3號線            | 水營（301）           | 大渚（317）    | 18.1         | 17   | 釜山交通公社     |
| 藍色         | 4號線            | 美南（401）           | 安平（414）    | 12.7         | 14   | 釜山交通公社     |
| 小計         | 小計             | 小計                  | 小計           | 116.5        | 114  |                  |
| 雪青色       | 釜山－金海轻电铁 | 沙上（1）             | 加耶大（21）   | 23.4         | 21   | 釜山－金海輕電鐵 |
| Korail天藍色 | 東海線           | 釜田（K110）          | 太和江（K132） | 65.7         | 23   | 韓國鐵道公社     |
| 總計         | 總計             | 總計                  | 總計           | 205.6        | 158  |                  |

### 1號線
地鐵1號線是釜山地鐵首條開通的路線，也是整個釜山地區運量最大的軌道交通運輸路線。自1985年7月開始營運，2017年4月西延段通車，全線目前共有40個車站。路線大致與日治時期至戰後1960年代營運的釜山電車相同，途經釜山市區最繁忙的東萊站、西面站和南浦站等地段，也連結了釜山綜合巴士總站等客運樞紐；通勤時間人潮眾多、相當擁擠，高峰時間平均每4分鐘發一班車。

### 2號線
地鐵2號線是釜山地鐵中長度最長的一條地鐵路線，從釜山廣域市延伸至庆尚南道梁山市，一共多達43個車站。路線經過多所大學與副都心，通勤時間亦有大量人潮搭乘，並和東海線等廣域鐵道交會。1999年6月通車，2008年延伸至梁山站。

### 3號線
地鐵3號線於2005年11月通車，原先計劃接軌4號線，後改為獨立路線。本線有多個車站位於地底深處，其中萬德站深達地下9層，是全國地鐵系統中深度最深的車站。全線共有17個車站。

### 4號線
地鐵4號線的規劃是為了解決海雲臺地區長期以來的交通壅塞問題，原本計畫與3號線劃為同一路線，後因資金問題分別設計。本線是唯一使用膠輪捷運系統的路線，同時也有別於其他3條地鐵路線，使用第三軌供電而非直流電。2011年3月通車，全線共有14站。

### 釜山－金海輕電鐵
釜山－金海輕電鐵是大韩民国第一條輕軌運輸系統，主要是為了紓解金海市與釜山廣域市之間的通勤需求，採BOT模式營運；收費系統也獨立作業，與釜山地鐵其他路線不相容。2011年9月通車，全線共設21站，其中9站位於釜山市，12站位於金海市內，由兩市共同所有。

### 東海線
鐵路東海線是韓國主要的幹線鐵路之一，屬於韓國鐵道公社的鐵路系統。2016年東海線釜山市區路段複線電氣化通車，並編入釜山地鐵系統，稱作「東海線電鐵」；2021年蔚山市區路段複線電鐵化後，再編入東海線電鐵。收費方面，持有T-money等交通卡搭乘者可免費轉乘，但持單程票者仍需透過站外轉乘。

## 未來路網

### 興建中路線
| 路線顏色     | 路線名稱           | 起點         | 終點                  | 長度（公里） | 站數 | 運具類型 | 營運方       | 通車時程 |
| ------------ | ------------------ | ------------ | --------------------- | ------------ | ---- | -------- | ------------ | -------- |
| 軟豆色       | 2號線              | 梁山（243）  | 梁山綜合運動場（244） | 0.9          | 1    | 地鐵     | 釜山交通公社 | 2026年   |
| 粉紅色       | 5號線              | 沙上（501）  | 下端（507）           | 6.9          | 7    | 輕軌     | 釜山交通公社 | 2026年   |
| 栗紅色       | 梁山都市鐵道       | 老圃（Y01）  | 北亭（Y07）           | 11.4         | 7    | 輕軌     | 釜山交通公社 | 2026年   |
| Korail天藍色 | 釜田-馬山 複線電鐵 | 釜田（K110） | 馬山（K101）          | 50.2         | 10   | 廣域鐵道 | 韓國鐵道公社 | 2025年   |

### 計畫中路線（已核定）
| 路線顏色 | 路線名稱     | 起點                     | 終點                        | 長度（公里） | 站數 | 運具類型 | 營運方       | 通車時程          |
| -------- | ------------ | ------------------------ | --------------------------- | ------------ | ---- | -------- | ------------ | ----------------- |
|          | 6號線        | 慶星大學·釜慶大學（601） | 二妓臺（605）               | 5.4          | 5    | 有軌電車 | 釜山交通公社 | 2024年            |
|          | C-BAY-Park線 | 中央（101）              | 釜山港國際旅客轉運站（105） | 1.9          | 5    | 有軌電車 | 釜山交通公社 | 2023年（第1階段） |

## 營運資訊

### 票價

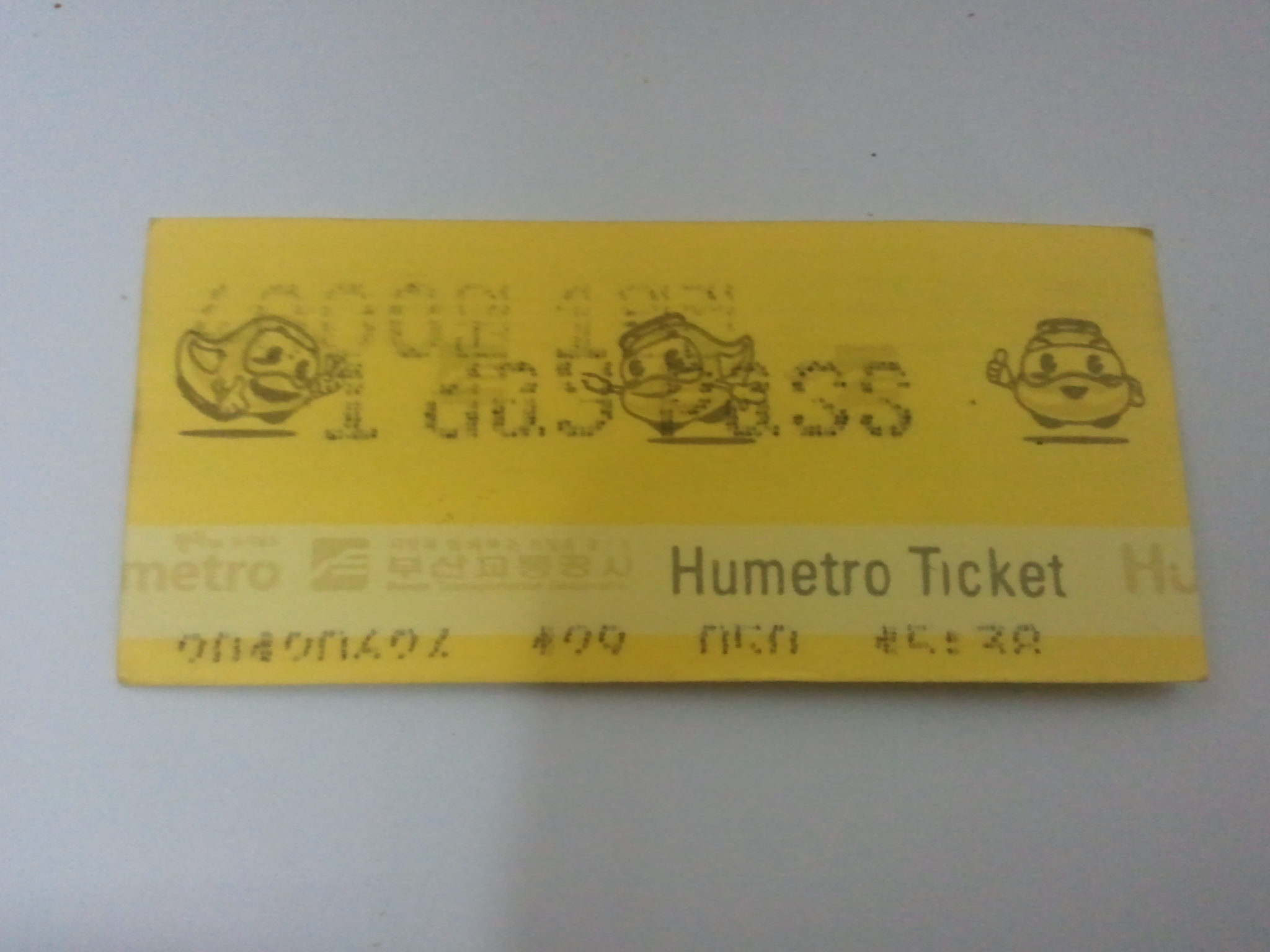
釜山地鐵的舊式紙本車票

釜山地鐵採分段式收費，普通單程票價為1,700韓圓（一段票）／1,900韓圓（二段票），65歲以上長者及身心障礙者免費，使用Hanaro、T-money等交通卡可享有100韓圜的折扣優惠。而20人以上團體票以紙質車票为准优惠18~20%。
另外也售有單價6,000韓圓的一日券，13,000 韓圓的3日券以及45,000 韓圓的月票等定期票券。
| 票種                  | 紙本票價（一段） | 紙本票價（二段） | 電子票價（一段） | 電子票價（二段） |
| --------------------- | ---------------- | ---------------- | ---------------- | ---------------- |
| 成人票（19歲以上）    | ₩ 1,700          | ₩ 1,900          | ₩ 1,600          | ₩ 1,800          |
| 青少年票 （13～18歲） | ₩ 1,150          | ₩ 1,300          | ₩ 1,050          | ₩ 1,200          |
| 兒童票（6～12歲）     | ₩ 700            | ₩ 800            | 免費             | 免費             |

### 營運時間
每日早上5:30發出首班車，大約23:30發出末班車，並在00:30左右結束全日營運。

## 歷史
| 年份 | 日期     | 路線               | 通車路段             | 備註         |
| ---- | -------- | ------------------ | -------------------- | ------------ |
| 1985 | 7月19日  | ●釜山都市铁道1号线 | 凡內谷－梵魚寺       |              |
| 1986 | 12月19日 | ●釜山都市铁道1号线 | 梵魚寺－老圃         | 延伸線       |
| 1987 | 5月15日  | ●釜山都市铁道1号线 | 凡內谷－中央         |              |
| 1988 | 5月19日  | ●釜山都市铁道1号线 | 中央－土城           |              |
| 1990 | 2月28日  | ●釜山都市铁道1号线 | 土城－西大新洞       |              |
| 1994 | 6月23日  | ●釜山都市铁道1号线 | 新平－西大新洞       |              |
| 1999 | 6月30日  | ●釜山都市铁道2号线 | 西面－湖浦           |              |
| 2001 | 8月8日   | ●釜山都市铁道2号线 | 金蓮山－西面         |              |
| 2002 | 1月16日  | ●釜山都市铁道2号线 | 廣安－金蓮山         |              |
| 2002 | 8月29日  | ●釜山都市铁道2号线 | 萇山－廣安           |              |
| 2005 | 11月28日 | ●釜山都市铁道3号线 | 全線                 |              |
| 2008 | 1月10日  | ●釜山都市铁道2号线 | 湖浦－梁山           | 全線通車     |
| 2011 | 3月30日  | ●釜山都市铁道4号线 | 全線                 |              |
| 2011 | 9月17日  | ●釜山－金海轻电铁  | 全線                 |              |
| 2016 | 12月30日 | ●广域电铁东海线    | 釜田－日光           |              |
| 2017 | 4月20日  | ●釜山都市铁道1号线 | 多大浦海水浴場－新平 | 多大浦延伸線 |
| 2020 | 3月28日  | ●广域电铁东海线    | 釜山院洞             | 新設車站     |
| 2021 | 12月28日 | ●广域电铁东海线    | 日光－太和江         |              |